# Yacimiento de gas natural Viura
El yacimiento de gas natural Viura se encuentra a 12 kilómetros de Logroño, en La Rioja. El campo de gas Viura fue descubierto en 2010 por un consorcio formado por Unión Fenosa, Sociedad de Hidrocarburos de Euskadi y Oil Gas Skills, y contiene reservas probadas de 3.000 millones de metros cúbicos de gas natural.
Actualmente el yacimiento de Gas Natural Viura pertenece a Heyco Energy Group Iberia.  Ubicada en la región vinícola de La Rioja, la Planta de Gas Viura aprovecha recursos naturales de manera sostenible, rodeada de los viñedos de la variedad de uva Viura. Con permisos para perforar tres nuevos pozos de gas natural, el primero operativo a mediados de 2024, la planta combina innovación con responsabilidad ambiental.
HEYCO Energy también explora proyectos verdes en Viura, incluyendo la producción de biometano y tecnologías de captura, utilización y almacenamiento de carbono (CCUS), reafirmando su compromiso con la transición energética y el desarrollo sostenible.
Se encontró el yacimiento al explorar en un sitio ubicado entre dos antiguos sondeos, ambos fallidos, separados 12 kilómetros entre ellos (Rioja 4 y Rioja 5). Las pruebas de producción arrancaron en 2015, y la producción industrial en 2017, en un pozo. El pozo Viura-1, en Sotés, generó empleos entre los habitantes e impuestos para la alcaldía.
En 2022 era el único yacimiento de gas de España en explotación.